# Olivier Backes
Olivier Backes (Saint-Cyr-l'École, 26 de abril de 1973) es un deportista francés que compitió en vela en las clases Europe y Tornado.
Ganó una medalla de plata en el Campeonato Mundial de Tornado de 2002 y dos medallas en el Campeonato Europeo de Tornado, oro en 200 y plata en 2004. Anteriormente había obtenido una medalla de oro en el Campeonato Mundial de Europe de 1993. Participó en los Juegos Olímpicos de Atenas 2004, ocupando el cuarto lugar en la clase Tornado.

## Palmarés internacional
| Campeonato Mundial | Campeonato Mundial | Campeonato Mundial | Campeonato Mundial |
| Año                | Lugar              | Medalla            | Clase              |
| ------------------ | ------------------ | ------------------ | ------------------ |
| 1993               | Århus (Dinamarca)  | Medalla de oro     | Europe             |

| Campeonato Mundial | Campeonato Mundial                  | Campeonato Mundial | Campeonato Mundial |
| Año                | Lugar                               | Medalla            | Clase              |
| ------------------ | ----------------------------------- | ------------------ | ------------------ |
| 2002               | Martha's Vineyard (Estados Unidos)  | Medalla de plata   | Tornado            |
| Campeonato Europeo |                                     |                    |                    |
| Año                | Lugar                               | Medalla            | Clase              |
| 2002               | Vilamoura (Portugal)                | Medalla de oro     | Tornado            |
| 2004               | Las Palmas de Gran Canaria (España) | Medalla de plata   | Tornado            |